# 포말하우트
포말하우트 또는 남쪽물고기자리 알파는 남쪽물고기자리 방향에 위치한 항성이다. 포말하우트는 밤하늘에서 밝게 보이는 별들 중 하나로 A형 주계열성이다. 히파르코스 위성의 측성자료에 따르면 지구로부터 약 25 광년 떨어져 있다. 이 별의 스펙트럼은 1943년부터 다른 항성들을 분류하는 안정적인 기준점 역할을 해 왔다. 포말하우트는 초과 적외선 복사 현상을 보이는 베가형 천체로 분류되는데 이는 별주위 원반이 항성 주변에 있다는 뜻이다. 포말하우트, K형 주계열성 남쪽물고기자리 TW, 적색 왜성 LP 876-10 셋은 동반성끼리 수 도 떨어져 보일만큼 서로의 거리가 멀지만 중력으로 묶여 삼중성계를 구성한다.
포말하우트는 외계행성 연구분야에서 특별한 위치에 있는데 이 별을 도는 외계 행성 후보(포말하우트 b, 고유명칭으로 다곤)는 가시광선 파장에서 촬영된 최초의 외계 행성이다. 사진은 2008년 11월 사이언스 지에 실렸다.

## 이름
'남쪽물고기자리 알파'는 바이어 명명법에 따른 표기이며 플램스티드 명명법으로는 '남쪽물고기자리 24'로 표기한다. 고대 천문학자 프톨레미는 포말하우트의 위치를 물병자리로 지정하였다. 반면 1600년대 요한 바이어는 별의 위치를 남쪽물고기자리의 중앙부 자리로 지정했다. 존 플램스티드는 프톨레미의 기록을 따랐으며 1725년 추가로 별의 명칭에 '물병자리 79'를 부여했다. 현 '남쪽물고기자리 알파' 표기는 바이어가 주장한 별자리 소속을 반영한 것이다. 다중성계에 속한 천체들의 이름을 붙이는 규칙을 따라 포말하우트, 남쪽물고기자리 TW, LP 876-10을 각각 포말하우트 A, B, C로 표기하기도 한다.
고유 명칭 포말하우트는 학술 아랍어 فم الحوت(팜 알-후트, 고래의 입)를 프톨레미가 해석하여 Fom al-Haut (폼 알-하우트, 남쪽 물고기의 입)로 표기한 데 따른 것이다.

## 포말하우트 A

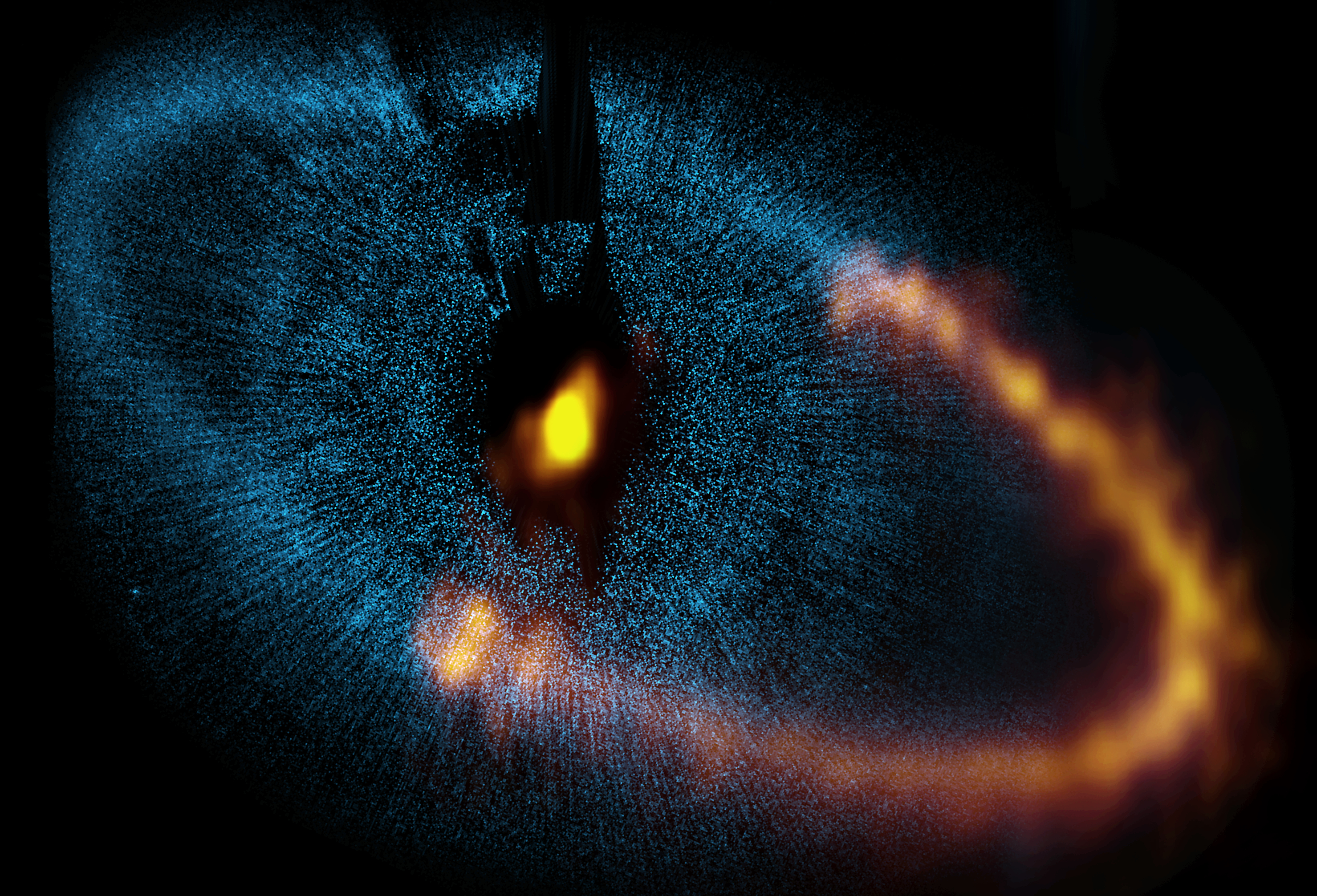
포말하우트 주변의 먼지 원반. 허블 우주 망원경(HST, 파란색 부분)과 아타카마 대형 밀리미터/서브밀리미터 집합체(ALMA, 노란색 부분)의 사진을 합성한 것.

포말하우트의 적위는 −29.6°로 천구적도 남쪽에 위치해 있기 때문에 남반구에서 가장 잘 보인다. 그러나 적위값은 아크룩스, 센타우루스자리 알파, 카노푸스만큼 천구남극 쪽으로 치우쳐 있지 않아 북반구에서 볼 수 있는 지역은 꽤 넓어, 북위 60° 이남에 사는 사람들은 이 별을 볼 수 있다. 포말하우트의 적위는 안타레스와 비슷하고 시리우스보다 크다. 포말하우트는 한반도 북부에 해당하는 북위 40° 지역에서 지평선 위로 8시간 동안 떠 있으며 최정점의 고도는 20°에 불과하다. 반면 카펠라는 포말하우트와 거의 같은 시간에 떠오른 뒤 지평선 위에서 20시간을 머무른다. 잉글랜드에서는 지평선 근처에 매우 가깝기 때문에 실시등급이 2.2 이상 밝아지지 않으며 이보다 고위도 지역인 알래스카나 스칸디나비아에서는 지평선 위로 뜨지 않는다.

### 특징
포말하우트는 젊은 별로 학계는 오랫동안 이 별의 수명은 약 10억 년에 나이는 최소 1억 ~ 최대 3억 년으로 잡아 왔다. 2012년 논문에 따르면 예상 나이는 약 4억 4천만 년이다. 포말하우트의 표면 온도는 약 8590 켈빈이다. 질량은 태양의 1.92배, 광도는 태양의 16.6배, 지름은 태양의 약 1.84배이다.
금속함량은 태양에 비해 약간 적은데 이는 포말하우트의 구성물질 중 수소·헬륨보다 무거운 물질이 차지하는 비중이 태양보다 작다는 뜻이다. 금속함량은 보통 광구에 있는 수소 중 포함된 철의 양으로 나타낸다. 1997년 분광기를 이용하여 측정한 결과 태양 금속함량의 93%가 나왔다. 같은 해 두 번째 발표에서는 포말하우트의 금속함량이 이웃별 남쪽물고기자리 TW와 똑같은 78%이고 이는 두 별이 물리적으로 연결된 동반천체의 증거라는 주장이 나왔다. 2004년 포말하우트의 항성진화 모형을 구성하여 나온 수치는 태양의 79%였다. 2008년 분광기로 측정한 값은 앞의 결과들보다 확연히 낮은 태양의 46%였다.
포말하우트는 카스토르 이동성군을 구성하는 16개(대략적인 수치) 항성 중 하나로 알려져 왔다. 대표적인 카스토르 이동성군의 구성원으로는 카스토르, 베가 등이 있다. 이 성군의 예상 나이는 1억 ~ 3억 년이며 구성원들은 같은 장소에서 한번에 태어난 것으로 추정된다. 그러나 최근 연구에 따르면 카스토르 이동성군은 구성원 간에 나이 차이가 많이 날 뿐 아니라 이동속도들 또한 제각각이어서 오래 전 함께 묶여 있었다고 보기 힘들다는 결과가 나왔다.

### 먼지 원반과 행성

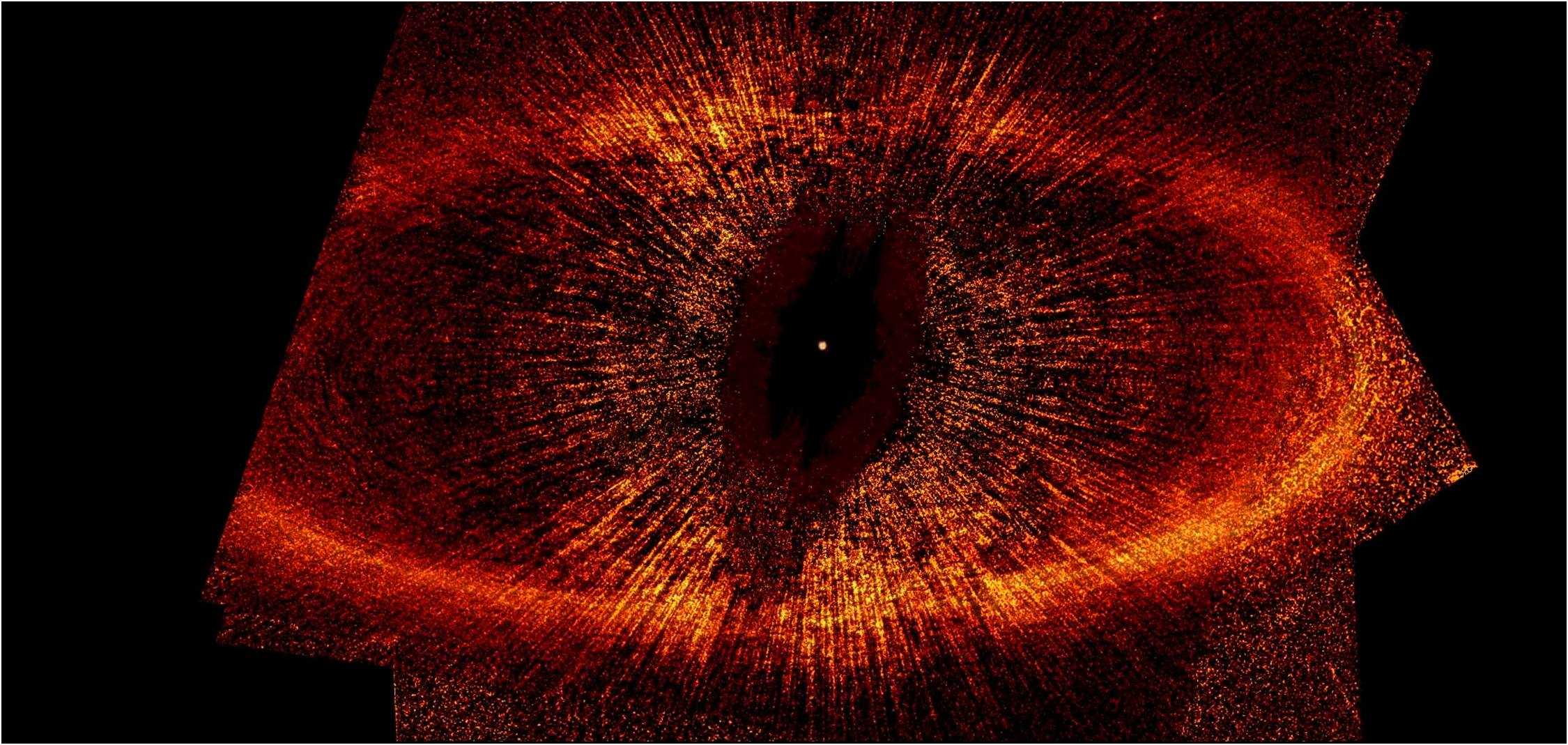
포말하우트 주변의 먼지원반.

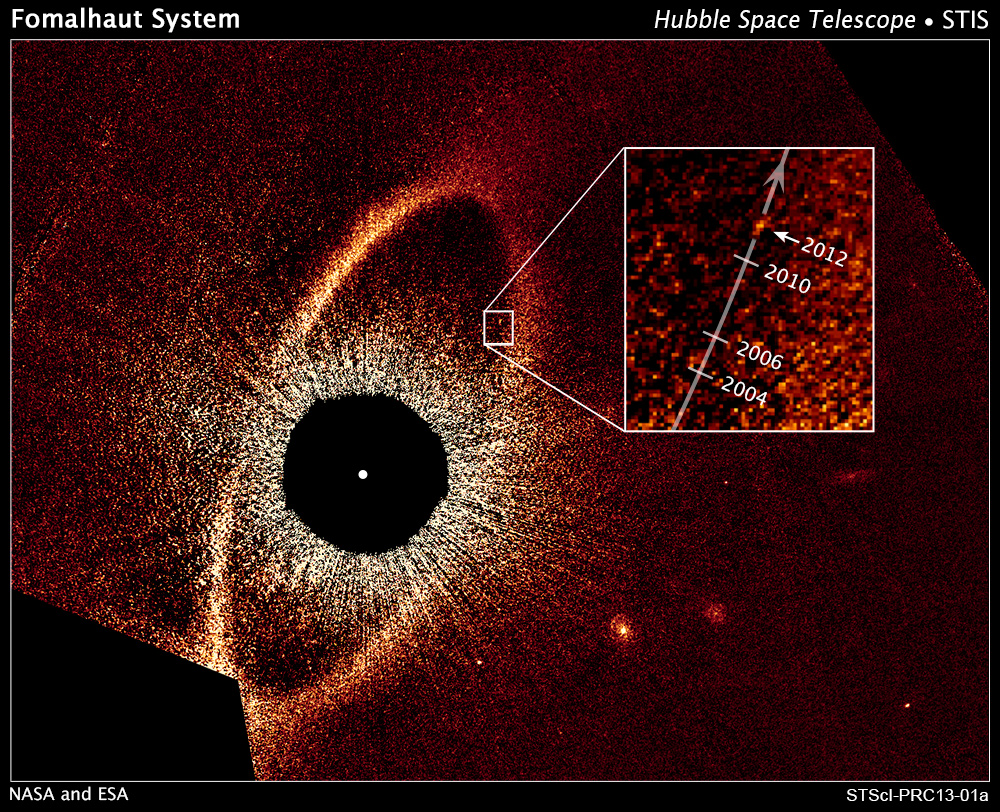
별 주변의 먼지원반. 행성 포말하우트 b의 연도별 위치 변화가 보인다. 2013년 1월 8일 허블우주망원경의 코로나그래프로 찍은 사진.

포말하우트 주변에는 여러 개의 먼지원반이 둘리어 있다.
항성에서 0.1 AU 거리에 있는 가장 안쪽 원반은 탄소 함량이 높고 입자가 고운(10~300 nm) 물질로 이루어져 있다. 이 원반은 아직 명확히 분석되지 않았다. 그 다음 원반은 항성에서 0.4~1 AU에 둘리어 있으며 입자는 좀 더 크다.
최외곽 원반은 항성으로부터 133 AU(199억 킬로미터) 거리에 있다. 원반의 안쪽 경계는 매우 명확하며 원반 전체는 우리 시선방향으로부터 24도 기울어져 있다. 먼지 원반의 폭은 약 25 AU인데 원반의 기하학적 중심은 포말하우트와 약 15 AU 어긋난 위치에 있다. 이 최외곽 원반을 '포말하우트의 카이퍼 대'로 부르기도 한다. 포말하우트의 먼지 원반은 원시행성계원반으로 추측되며 많은 양의 적외선을 방출하고 있다. 포말하우트의 자전에 대한 측정자료를 통해 이 원반이 항성의 적도면과 일치함을 알 수 있고 이는 항성·행성 형성이론이 예측한 바와 같다.
2008년 11월 13일 천문학자들은 외계 행성으로 추측되는 천체 하나가 포말하우트를 돌고 있다고 발표했다. 이 천체는 최외곽 원반의 바로 안쪽을 돌고 있었으며 가시광선 영역으로 촬영된 최초의 외계 행성으로 천문학사에 이름을 남겼다. 촬영에는 허블 우주 망원경을 이용했다. 원반 안쪽 경계가 명확한 것으로부터 행성 하나가 있을 것이라는 추측은 이전부터 제기된바 있다. 행성(포말하우트 b)의 질량은 목성의 세 배를 넘지 않으나 못해도 해왕성 질량은 되는 것으로 보인다.
하지만 MMT 천문대가 찍은 M-대역 사진에 따르면 항성으로부터 40 AU 이내에는 가스행성이 존재할 가능성이 희박한 것으로 나타났다. 또한 스피처 우주망원경 사진으로부터 포말하우트 b는 사실 먼지 구름일 확률이 더 높다는 주장이 나오기도 했다. 아타카마 대형 밀리미터 집합체를 이용하여 별의 바깥쪽 먼지원반을 관측한 결과 원반의 안쪽과 바깥쪽 경계가 뚜렷했는데 관측자들은 이를 발견되지 않은 미지의 '목자 행성' 두 개가 원반 안쪽과 바깥쪽을 돌면서 원반 모양을 유지시켜 주는 증거라고 주장했다. 또한 이들은 포말하우트 b가 거대한 가스행성이 아니며 존재 여부도 확실하지 않다고 주장했다. b가 가스 행성이라면 내부열로 인해 적외선 촬영시 밝게 보여야 하는데 촬영 결과 행성의 상이 포착되지 않았다. 그러나 아타카마 망원경의 관측이 행성의 존재 자체를 부정하는 증거는 아니며 행성 크기가 예상보다 훨씬 작거나 나이가 많아서 식었기 때문에 감지되지 않았을 수도 있다는 재해석의 여지를 남겼다.
2012년 두 군데에서 독립적으로 연구한 결과, 포말하우트 b의 존재는 확실했으나 파편 물질에 둘러싸여 있었다. 이 때문에 b의 정체는 온전한 행성 하나가 아니라 중력으로 돌덩어리들이 뭉쳐 있는 것이라는 주장이 나왔다.
2013년 1월 포말하우트 b의 공전궤도가 예상보다 이심률이 훨씬 큰 것을 발견했다. 이에 따르면 b는 항성에 가까워질 때에는 종전 예측치보다 세 배 가까이 다가갔다가 멀어질 때에는 주띠(main belt) 바깥까지 물러날 것이다. 이처럼 예상 외의 궤도형태를 보이는 원인으로 숨겨진 행성이 중력적인 영향을 끼치고 있을 가능성이 제기되었다.
허셜 우주 관측소가 찍은 포말하우트의 사진으로부터 막대한 양의 마이크로미터 크기 먼지물질이 바깥쪽 원반에 있는 것을 알아냈다. 이렇게 고운 먼지입자는 짧은 시간 안에 항성의 복사압에 날려가 버릴 것이다. 따라서 이 먼지가 사라지지 않고 관측되는 이유는 미행성들이 꾸준히 서로 충돌하여 먼지 파편이 생겨나기 때문이라는 가설이 가능하다. 이 고운 입자가 뭉쳐 구름 비슷한 모양이 되는데 이것이 혜성으로 진화하는 것으로 보인다. 2012년 포말하우트 A 행성계에 약 83조 개의 혜성이 존재할 수 있다는 연구결과가 발표 되었으며 1 킬로미터 정도 크기의 혜성들이 매일 2000 회 정도 충돌하고 있는 것으로 예측하고 있다.
만약 미지의 행성이 4 ~ 10 AU 사이에 있다면 최대 질량은 목성의 20배를 넘지 않을 것이며 최소 지점을 2.5 AU로 잡으면 그보다 바깥쪽을 도는 행성이 가질 수 있는 최대 질량은 목성의 30배를 넘지 않을 것이다.
| 동반천체 (항성에서 가까운 순서) | 질량                           | 공전궤도 반지름 (AU)           | 공전주기 (년)                  | 이심률                         | 궤도경사각 | 반지름 |
| ------------------------------- | ------------------------------ | ------------------------------ | ------------------------------ | ------------------------------ | ---------- | ------ |
| 안쪽 뜨거운 원반                | 0.08–0.11 AU                   | 0.08–0.11 AU                   | 0.08–0.11 AU                   | 0.08–0.11 AU                   | —          | —      |
| 바깥쪽 뜨거운 원반              | 0.21–0.62 AU 또는 0.88–1.08 AU | 0.21–0.62 AU 또는 0.88–1.08 AU | 0.21–0.62 AU 또는 0.88–1.08 AU | 0.21–0.62 AU 또는 0.88–1.08 AU | —          | —      |
| 10 AU 띠                        | 8–12 AU                        | 8–12 AU                        | 8–12 AU                        | 8–12 AU                        | —          | —      |
| 띠 사이 먼지 원반               | 35–133 AU                      | 35–133 AU                      | 35–133 AU                      | 35–133 AU                      | —          | —      |
| 포말하우트 b (다곤)             | ? MJ                           | 177±68                         | ~1700                          | 0.8±0.1                        | −55°       | —      |
| 주띠                            | 133–158 AU                     | 133–158 AU                     | 133–158 AU                     | 133–158 AU                     | −66.1°     | —      |
| 주띠 바깥쪽 헤일로              | 158–209 AU                     | 158–209 AU                     | 158–209 AU                     | 158–209 AU                     | —          | —      |

## 포말하우트 B (남쪽물고기자리 TW)
포말하우트 A로부터 0.91 광년 떨어진 곳에 K4 분광형의 주계열성 남쪽물고기자리 TW가 있다. 남쪽물고기자리 TW의 우주속도는 포말하우트와 오차범위 0.1 ± 0.5 km/s 내에서 일치하며 이는 두 별이 서로 묶여 있는 동반천체라는 뜻이다. 최근 측정한 남쪽물고기자리 TW의 나이는 4 ± 0.7 억 년으로 이는 포말하우트 A의 4.5 ± 0.4 억 년과 매우 비슷하다. 이로부터 두 별이 물리적으로 연결된 짝별 관계라는 주장이 나왔다.
'남쪽물고기자리 TW'는 변광성 명칭 부여법에 따라 표기한 것이다. 포말하우트 B는 용자리 BY형 변광성으로 분류되는 섬광성으로 10.3일을 주기로 겉보기 등급이 6.44에서 6.49까지 변화한다. 태양보다는 작으나 섬광성 대부분이 어두운 적색 왜성임을 고려하면 포말하우트 B는 섬광성 치고는 밝은 편에 속한다.

## 포말하우트 C (LP 876-10)
LP 876-10 또한 포말하우트 항성계와 중력으로 연결되어 삼중성계를 구성한다. 2013년 10월 RECONS 컨소시엄의 에릭 마마제크 연구진은 이전부터 고유운동량이 큰 것으로 알려졌던 LP 876-10의 거리, 속도, 색-등급 위치가 포말하우트 항성계 구성원과 일치한다고 발표했다. 원래 LP 876-10은 빌렘 루이텐이 1979년 발행한 NLTT 성표에 수록되어 있었으나 삼각측량을 이용한 정교한 시차와 시선속도가 측정된 때는 훨씬 뒤였다. LP 876-10은 분광형 M4V의 적색 왜성이며 주인별 포말하우트 A로부터의 거리는 제1 짝별 남쪽물고기자리 TW보다 멀어서 밤하늘에서는 약 5.7도 떨어진 물병자리 영역에 있다. 반면 포말하우트 A와 남쪽물고기자리 TW는 둘 다 남쪽물고기자리 영역에 있다. LP 876-10이 A와 떨어진 실제 거리는 약 2.5 광년, B와는 약 3.2 광년이다. 포말하우트 항성계의 조석반경이 약 6.2 광년이므로 LP 876-10은 이 범위 안에 넉넉히 들어간다. 워싱턴 이중성 성표에는 LP 876-10이 쌍성계로 실려 있으나 ("WSI 138"으로 표기) 마마제크의 논문에 따르면 사진, 분광, 측성자료상 동반천체가 존재한다는 증거가 없었다.
2013년 12월 케네디 연구진은 허셜 우주 천문대에서 적외선 영역으로 사진을 촬영, 포말하우트 C 주변에 차가운 먼지파편 원반이 있음을 발견했다고 발표했다. 다중성계 안에서 구성원 각각이 별개의 먼지 원반을 거느리는 사례는 매우 희귀하다.
| 동반천체 (항성에서 가까운 순서) | 질량       | 긴반지름(AU) | 공전 주기(일) | 궤도이심률 | 궤도경사각 | 반지름 |
| ------------------------------- | ---------- | ------------ | ------------- | ---------- | ---------- | ------ |
| 먼지 원반                       | ~10–<40 AU | ~10–<40 AU   | ~10–<40 AU    | ~10–<40 AU | —          | —      |

## 어원과 문화
포말하우트에는 아랍, 페르시아, 중국 등 북반구 여러 문화권에서 불러 온 고유 명칭이 있다.
- 동양권 이름 북락사문(北落師門/北落师门, 병음:Běiluòshīmén)은 '병영의 북쪽 문'이라는 뜻이며 특이한 점은 다른 동아시아 별자리와는 달리 구성원이 포말하우트 하나밖에 없어 별 하나가 한 개의 별자리에 해당된다는 점이다.[43] R. H. 앨런은 본인 저작물에서 Pi Lo Sze Mun으로 표기했다.[18]
- 고대 그리스 엘레우시스에서는 이 별이 데메테르 여신의 상징물이었다.[44]
- 페르시아인들은 이 별을 '왕(王)의 별' 넷 중 하나인 '하스토랑'으로 불렀다.[18]
- 라틴어 이름으로는 ōs piscis merīdiāni, ōs piscis merīdionālis, ōs piscis notii 등이 있으며 '남쪽 물고기의 입'이라는 뜻이다.[18]
- 아랍어 이름 '디프다 알 아우웰'은 구어체 아랍어 الضفدع الأول에서 온 것으로 '첫 번째 개구리'라는 뜻이다.(두 번째 개구리는 고래자리 베타이다.)[18]
- 남부 오스트레일리아 원주민인 모포르 족은 이 별을 '남자 한 명'으로 여겼으며 '부운질'이라고 불렀다.[45] 북부 오스트레일리아 와다만 족은 하얀 코카투라는 뜻인 '멩겐'으로 불렀다.[46]
- 뉴 사이언티스트 지(New Scientist)에서 이 별에 '거대한 사우론의 눈'이라는 명칭을 붙인 적이 있는데 이는 포말하우트의 먼지 원반을 찍은 사진이 피터 잭슨의 영화 《반지의 제왕》에 나오는 사우론의 눈과 흡사하게 보이기 때문이다.[47]

## 같이 보기
- 2M1207
- 글리제 758
- HR 8799